# Jordan Bardella
Jordan Bardella (Drancy, 13 september 1995) is een Frans politicus. Sinds 13 september 2021 is hij partijvoorzitter van het Rassemblement national (RN).

## Carrière
Bardella komt uit een bescheiden gezin van Italiaanse afkomst, en groeide op in de beruchte Cité Gabriel Péri in de gevaarlijke banlieue van Seine-Saint-Denis nabij Parijs, een departement met veel armoede, immigratie en druggebruik. Hij bezocht een katholieke privéschool en studeerde geografie aan de Sorbonne, maar brak die studie af om in de politiek te gaan.
Hij is sinds 2012 lid van het Rassemblement national (tot 2018 het Front national, FN) en werd in 2015 medewerker bij de partijfractie in het Europees Parlement. Hij was woordvoerder van de partij van 2017 tot 2019, sinds 2018 lid van het nationaal bureau, nationaal directeur van Génération nation (voorheen Front national de la jeunesse) van 2018 tot 2021 en vicepartijvoorzitter van 2019 tot 2022. Hij is sinds 2015 lid van de Regionale Raad van Île-de-France.
Bij de Europees Parlementsverkiezingen 2019 leidde hij op 23-jarige leeftijd de RN-lijst, die 22 zetels haalde. Hij werd verkozen tot lid van het Europees Parlement. In 2024 was hij opnieuw lijsttrekker; RN behaalde toen 30 zetels.
In 2021 werd hij door Marine Le Pen benoemd tot eerste RN-vicevoorzitter en fungeerde daarmee als interim-voorzitter van de partij tijdens haar presidentscampagne in 2022. Tijdens het RN-congres dat volgde, werd hij verkozen tot voorzitter van de partij, met Louis Aliot als tegenkandidaat.
In juli 2024 werd Bardella fractieleider van de Patriotten voor Europa (Patriots for Europe), de nieuw gevormde, radicaal rechtse fractie in het Europees Parlement. Na de christendemocratische EVP en de socialistische S&D is deze fractie de derde grootste politieke formatie in het Europese halfrond.
In november 2024 werden zijn memoires, Ce que je cherche, gepubliceerd bij uitgeverij Fayard.

## Privé
Zijn familie van moederskant immigreerde in de jaren zestig, zijn overgrootvader van vaderskant kwam in de jaren dertig vanuit Kabylië (Algerije) naar Frankrijk en werkte als arbeider in de bouw in Villeurbanne naast Lyon.
Bardella had van 2022 tot 2024 een relatie met Nolwenn Olivier, nichtje van Marine Le Pen.